# Atomosia melanopogon
Atomosia melanopogon es una especie de mosca del género Atomosia, de la familia Asilidae, orden Diptera.

## Distribución
Se distribuye por Estados Unidos (desde California hasta Iowa y Misisipi), México (Chihuahua) y Honduras.

## Taxonomía
Fue descrita por Hermann en 1912 y publicada en Hermann, F. 1912. Beiträge zur Kenntnis der sudamerikanischen Dipteren-Fauna auf Grund der Sammelergebnisseeiner Reise in Chile, Perú und Bolivia, ausgefuhrt in den Jahren 1902-1904 von W. Schnuse. Nova Acta Acad. Caesar. Leop. Carol. 96, 275 pp., 5 pls.